# 내 사랑 팥쥐
《내 사랑 팥쥐》는 2002년 8월 26일부터 2002년 9월 24일까지 방송된 문화방송 월화 미니시리즈 작품이다.
현재, MBC ON에서 다시 방송 중이다.

## 등장 인물

### 주요 인물
- 장나라 : 양송이 역 (아역 이세영)
- 김재원 : 강승준 역
- 김래원 : 김현성 역 (아역 김석)
- 홍은희 : 은희원 역 (아역 박은빈)

### 친구들
- 강래연 : 황보유리 역
- 김경식 : 양삼열 역
- 신동미 : 노지영 역
- 박광정 : 남대주(남 주임) 역
- 허정민 : 문승만 역

### 그 외 인물
- 김승욱 : 조상범(조 대리) 역
- 김하균 : 차하균(차 과장) 역
- 박인환 : 장기현(장 기사) 역
- 양희경
- 최범호
- 권오민
- 조재혁
- 염재욱
- 오협
- 최자혜
- 김승민
- 양현태
- 강보라
- 전익령
- 김태현
- 이상이
- 정승재
- 지양명
- 장경희
- 공재원
- 지수원 : 강승연(강승준의 누나) 역
- 전원주 : 사파리 청소부 역

## 수상
- 2002년 MBC 연기대상 남자신인상, 남자인기상 - 김재원